# Великобудищанський печерний скит
Великобудищанський (Чернечоярський) печерний скит отримав свою назву від найближчих населених пунктів: сіл Великі Будища і Чернечий Яр Диканського району Полтавської області.

## Історія існування
Великобудищанський (Чернечоярський) печерний скит розташовувався на південь від сучасного с. Чернечий Яр Великобудищанської сільської ради Диканського району Полтавської області в ур. Вовчий Яр на території сучасного Парасоцького лісу. Досі рештки печерного скиту можна побачити на мисовому виступі при з'єднанні Яковенкового та Вовчого ярів за 2, 5 км від смт Диканька на південь від с. Чернечий Яр Диканського району.

Великобудищанський Свято-Троїцький жіночий монастир на карті, 1857 рік

Перша письмова згадка про існування скиту відома з листування місцевих поміщиків Кочубеїв із Святійшим Правлячим Синодом. «При этом присовокупляю, что Великобудищанский второклассный Преображенский женский монастырь основан до 1602 года под именем скит от настоящего местопребывания по течению реки Ворсклы к селу Брусии, за две версты на горе, в лесу, доселе сохранившем название „монастырщины“ и состоящим во владении князя Кочубея, отсюда иждивением генерального войска Их Царского Величества писаря Василия Леонтьевича Кочубея перенесен 1682 года ближе к местечку Великие Будища на то место, где ныне существует…». Із тексту можна зробити висновок, що згаданий скит існував ще до 1602 р. У багатотомному виданні «Россия. Полное географическое описание нашего Отечества» за ред. В. П. Семенова (1903 р.)Т. 7 є згадка про Великобудищанський скит: «Верстах в 5 к северо-востоку от Диканьки, на самом тракте, но уже в пределах Зеньковского уезда, при речке Тарапуньке лежит волостное местечко Великие Будищи, имеющее около 3 тыс. жителей… В 3 верстах к юго-востоку находится Преображенский-Великобудищанский монастырь, основанный в 1689 году генеральным судьей Василием Кочубеем; до того же времени вблизи урочища, занимаемого ныне монастырем, был скит, от которого и до сих пор сохранилась пещера на берегу Ворсклы. В 1672 году, по универсалу гетмана Самойловича, скиту было дано село Чернечий Яр и две мельницы на Ворскле; игуменьей скита тогда была Александра Жукова…». Ігумен І. Котляревський в праці «Очерк о истории Спасо-Преображенского скита Великобудищанского Свято-Троицкого женского монастиря» в 1962 р. писав: «… на склонах холмистого берега, омываемого рекой Ворскла, с незапамятных времен известны были пещеры, ископанные по примеру Киевских, в которых обитали отшельники. Все это свидетельствует, что подражатели жизни Киевских пустынножителей, имена которых не сохранило и народное предание, давно облюбовали эти крутые глинистые склоны, покрытые дремучими лесами, и из своих одиночных келий-пещер создали необходимые условия для усторйства в дальнеишем общежительного мужского монастыря». Отже, можна зробити висновок, що час заснування Великобудищанського (Чернечоярського) скиту приблизно сягає початку 17 ст. Можливо, також він став першоосновою Великобудищанського Преображенського Троїцького монастиря. Більш докладно час виникнення скиту визначити зараз немає можливості, це пов'язано з слабкою вивченістю історії цього релігійного закладу, значною плутаниною в датах та визначеннях. Ймовірна дата — 1602 р. потребує додаткового архівного та археологічного підтвердження.
Нечисленні дослідники перевірили по карті з виходом на місцевість, що це дійсно була культова підземна споруда. Про це свідчать не лише печери, а й інші атрибути підземного містечка. Внизу у Вовчім яру збереглася стародавня криниця. У Яковенковім яру є величезна галявина із ораною в давні часи землею, площею близько 5 га, придатною для городництва. Досі видно великий насипний вал з глибоким ровом, що оперізує північно-східну частину підземного містечка. Існує насипний майданчик, імовірно, для господарських наземних споруд. Викликають запитання кілька насипних конусоподібних курганів висотою 2-5 м. Біля кожного входу до підземелля є залишки насипного ґрунту, давно зарослі деревами, що зайвий раз підтверджує рукотворне походження печер.
Рештки скиту на сьогодні представлені щонайменше 8-9 печерними спорудами, прокопаними у лісовому суглинку та пісковику на глибині 2,5-3,5 м від сучасної поверхні. Виявлена велика центральна печера. Стеля її розташовувалася на глибині 2,2 м, тяглася вона близько 12 м. Нижче виявлено ще одну печеру, її стеля приблизно на висоті 3 м, на вході глина обпалена, можливо, там стояла піч. Печери комплексу, розташовані уздовж схилів на відстані 2-10 м одна від одної, у своїх привхідних ділянках нині завалені і проявляються на поверхні провалами та просіданням ґрунту. Найдавніше поселення ченців тут локалізувалося у місці найбільшого скупчення підземних споруд — уздовж південної частини західного схилу Яковенкового яру. Згодом відбулося розростання комплексу на північ. Житлові келії перших поселенців, напевне, мали вигляд невеличких камер (розмірами 2-3 на 2 м), розташованих поблизу схилу та поєднаних з поверхнею вхідними галереями довжиною до 3 м. Пізніше келії були об'єднані між собою комунікаційними проходами, прокладеними вздовж схилу Яковенкового яру. Тоді ж углиб схилу було прокладено довгі (6-7 м) та широкі (до 1 м) приміщення, призначення яких точно не відоме. Водночас на околицях комплексу зводяться келії відлюдників у вигляді довгих (до 10 м) вузьких (50-60 см) галерей, що закінчувалися крихітними (2 на 1-1, 5 м) камерами. Місцевий краєзнавець В. Кішик стверджує, що перші печери скиту загалом не перевищували своєю довжиною 100 м, а отже, всупереч існуючим легендам, не досягали ні до Великих Будищ, ні до Диканьки. Вище згадувався документ, згідно з яким, велінням універсалу гетьмана І. Самойловича до скиту було приписано с. Чернечий Яр із населенням 876 селян чоловічої статі, саме вони, а не ченці-відлюдники, будували підземні келії.
Знайти печерний скит зараз досить важко, хоча розташований він усього за 5 км від Диканьки або за 2 км від траси Полтава-Гадяч, що перетинає лісовий масив. Після археологічних досліджень у 2005 р. представники духовенства встановили пам'ятного хреста, відслужили молебень. Диканські печери за своєю структурою дуже схожі на печери Києво-Печерської лаври. Найбільша центральна печера починається з напівзаваленого входу з боку Вовчого яру. Її склепінчастий отвір становить 0, 8 м завширшки та 2, 2 м заввишки. Підлога розташована на глибині 4,5 м від поверхні землі, по боках уступи заввишки 0,5-0,7 м та завширшки 12-13 см для сидіння. Закінчується 10-метрова печера виходом на Яковенків яр. Серед унікальних знахідок на території скиту — уламки глиняного і скляного посуду XVI-XVII cт., залишки залізного ножа. Неушкоджений напис на стіні печери «1680» свідчить про перебування в печері ченців за 2 роки до спорудження В. Кочубеєм кам'яного наземного монастиря. Залишки кириличного напису «вош… мо…» можна прочитати як «вошедь молитися», крім того вгадуються сліди хрестів, заглиблення для ікон і кіптяви від свічок. Саме такі свідчення одержані від нечисленних дослідників скиту.
У 2-й половині 17 ст. скит зазнав тимчасового занепаду, печери на певний час були покинуті й, як результат, частково замулені та зруйновані. При відновленні скиту в кінці 17-на поч. 18 ст. окремі печери комплексу були розчищені та пов'язані між собою комунікаційними галереями. Крім того комплекс було доповнено ще однією печерною келією з пазами від дерев'яних конструкцій. Остаточне припинення печерного подвижництва у цій місцевості, напевне, сталося у другій половині 18 ст., коли російським царським урядом було скасовано затвірницьку практику в монастирях імперії.
За місцевими переказами скитські печери служили селянам с. Брусії, які переховувалися там під час російсько-шведської війни у 1708—1709 роках, пізніше гайдамакам, ще пізніше загонам повстанців у період визвольних змагань першої половини ХХ ст. Ходили чутки, що саме там віруючі зберігали цінності з монастирського храму в с. Чернечий Яр. У роки Другої Світової війни у печерах знаходили прихисток червоноармійці, які вибиралися з оточення або тікали з полону. На стіні печери зберігся напис воєнних років «П. Б. С. Р. 1941 р.» Переховувалися там і місцеві жителі, котрі рятувалися від вивезення на каторжну працю до Німеччини та місцеві жителі під час відступу фашистів у вересні 1943 р.
На сьогодні комплекс є єдиною зафіксованою монастирською печерною пам'яткою на теренах Полтавщини. Виходячи з конструкцій монастирських споруд та загальночернецької практики пізньосередньовічного часу, слід уважати, що монастир в ур. Вовчий Яр мав характер відлюдницького скиту, започаткованого вихідцями з якогось сусіднього монастиря. Але це не міг бути жіночий монастир, заснований поблизу пізніше, оскільки практика відлюдництва для ченців жіночої статі була заборонена. Більш ймовірно, що зі скиту почав свій відлік Преображенський Великобудищанський чоловічий монастир про який ідеться у звіті-нарисі «Упраздненные и прекратившие свое существование православные монастири в пределах нынешней Полтавской епархии»: «Преображенский, Великобудищанский, мужской, ныне местечко Великие Будища Полтавской губернии, Зеньковского уезда, в 47-ми верстах к юго-востоку от Зенькова. Вероятно, основан в 17-м столетии, как и одноименный с ним женский монастырь; при издании штатов в 1786 году упразднен». Це питання для більш глибокого архівного вивчення. Середньовічний печерний скит чекає на своїх дослідників. Місцеві краєзнавці та науковці переконані, що треба розкопати всі сім печер, відновити їх і взяти скит під охорону держави як унікальну пам'ятку.
Складність у вивченні історії скиту полягає у тому, що всі публікації середини ХІХ ст. і поч. ХХ ст., в яких не наведено жодного документа часів Речі Посполитої чи Гетьманщини зі згадкою про скит, є суперечливими. І хоча підземні ходи на схилі Вовчого Яру в Диканському лісі були відомі здавна, багато питань виявилися нез'ясованими. Тому пояснити, хто викопав печери, коли в них з'явилися духовні особи, скільки часу пробули там, чи заснували вони Будянський Спаський скит, можна лише умовно.
Нині в Україні відомо лише кілька печерних монастирів. На Полтавщині це перша така пам'ятка.

## Історія дослідження
Легенди, перекази, свідчення очевидців здавна притягували до дивних диканських печер небайдужих до історії та минувшини краю людей. Ще у кінці ХІХ ст. російський письменник і публіцист українського походження В. Гіляровський, подорожуючи батьківщиною М. Гоголя, відвідав цю місцевість і залишив згадку про цю подію у своїх спогадах. Серед авторитетних дослідників Полтавського краю кінця ХІХ — поч. ХХ ст., що цікавилися історією печерного скиту можна назвати Л. Падалку, О. Богдановича, М. Арендаренка, І. Костенка, П. Клепацького, ігумена І. Котляревського. У 80-х рр. ХХ ст. голова Полтавської обласної спілки письменників Т. Нікітін теж побував у цій місцевості, він описав свою подорож до скита у книзі «…І стежки праслов'янська в'язь». Полтавський журналіст і краєзнавець В. Посухов давно цікавиться темою підземної Полтавщини, його статті і книги стосуються зокрема і дослідження історії Великобудищанського скиту, перша його публікація у місцевій газеті «Комсомолець Полтавщини" сягає 1981 р. Він записав свідчення місцевого жителя В. Білоуса: «Підземні ходи були ще й на ген кілометрів 5 за селом, в урочищі, де сходяться Вовчий та Яковенків яри, на одному із їхніх схилів. У дитинстві теж доводилося там бувати. З ліхтариком пролазили метрів 15. Старі люди казали, що хід іде з центру Диканьки аж до самих Вовчих печер». Свого часу досліджувала цю тему і знаний в Україні історик та краєзнавець В. Жук. Науковий співробітник опішнянського Інституту керамології А.Щербань досить детально описав підземелля: кількість входів, їхні розміри, місцезнаходження. Багато публікацій у місцевій періодичній пресі та наукових збірниках належать місцевому краєзнавцю В. Кішику. Його розвідка присвячена печерам Диканського лісу друкувалася у 1994 р. Ним навіть було складено карту-схему на якій у трикутнику Михайлівка-Диканька-Чернечий Яр позначено залишки скиту. Довго і уважно вивчав підземелля директор Диканського історико-краєзнавчого музею, знаний на Полтавщині краєзнавець В. Скорик. Результати своїх досліджень він оприлюднив у 1996 р. у районній газеті «Трудова слава». Усі ці дослідження проводилися на любительському рівні, аматорами та місцевими краєзнавцями.
Офіційне дослідження решток Великобудищанського скиту було проведено травні 2005 р. експедицією відділу охорони археологічної спадщини НДІ пам'яткоохоронних досліджень під керівництвом кандидата історичних наук Т. Бобровського з Києва. Керівник експедиції розповідає: «Печерний скит цікавий уже тим, що їх мало залишилося в Україні. Нам відомі Китаївські печери у Києві, Чернігівські печери, тепер ось — середньовічний печерний монастир біля Диканьки — перший і єдиний на Полтавщині, про який ми знаємо…». Інститут наголошує, що визначальною ознакою цього комплексу є існування пов'язаних з печерами наземних споруд (курганів, валу тощо), які утворюють унікальний ансамбль в межах усієї України. До того ж ступінь збереженості печер є задовільним, що відкриває широкі перспективи для подальшого їх використання. Зазначені критерії є достатніми для реєстрації комплексу, як пам'ятки археології національного значення.
Стан розкопаної печерної споруди, при дотриманні консерваційного режиму, дозволяє використовувати її для несистематичного екскурсійного відвідування.